# Fort Washington Plaza
El Fort Washington Plaza es un edificio ubicado en la esquina de West Fort Street y Washington Boulevard en el Downtown de Detroit, Míchigan. Ocupa toda la cuadra rodeada por West Fort Street, Washington Boulevard, Cass Avenue y West Congress Street. El edificio de oficinas de gran altura tiene 16 pisos de altura. Fue construido en 1969 e incluye un garaje de estacionamiento. Fue diseñado en estilo racionalista. Utiliza principalmente hormigón y vidrio.